# Ordinary Man (singolo Ozzy Osbourne)
Ordinary Man è un singolo del cantautore britannico Ozzy Osbourne, pubblicato il 10 gennaio 2020 come terzo estratto dall'album omonimo.

## Descrizione
Il brano, che vede la partecipazione del cantante britannico Elton John come voce aggiuntiva e pianista, è stato scritto da Ozzy, il produttore Andrew Watt e l'autore Bill Walsh.

## Video musicale
Il video musicale, diretto da Stephen Lee Carr, è stato pubblicato il 10 marzo 2020. Il video mostra una serie di fotografie e sequenze del passato di Ozzy Osbourne, che qui è mostrato anche come spettatore in una sala intento a visionare i vari filmati che lo ritraggono in tour con il gruppo Black Sabbath o con i suoi figli e la moglie Sharon Osbourne.

## Tracce
Testi e musiche di Ozzy Osbourne, Bill Walsh e Andrew Watt.
1. Ordinary Man (feat. Elton John) – 5:01

## Formazione
- Ozzy Osbourne – voce
- Elton John – voce aggiuntiva, pianoforte
- Andrew Watt – tastiera elettronica, pianoforte, cori, arrangiamenti strumenti ad arco e cori
- Slash – chitarra
- Chad Smith – batteria
- Duff McKagan – basso
- Lucius – cori
- Will Malone – arrangiamenti e direzione strumenti ad arco
- Ben Parry – direzione cori
- Terry Edwards – direzione cori